# Saint-Clair (Ardèche)
Saint-Clair – miejscowość i gmina we Francji, w regionie Owernia-Rodan-Alpy, w departamencie Ardèche.
Według danych na rok 1990 gminę zamieszkiwały 742 osoby, a gęstość zaludnienia wynosiła 128 osób/km² (wśród 2880 gmin regionu Rodan-Alpy Saint-Clair plasuje się na 950. miejscu pod względem liczby ludności, natomiast pod względem powierzchni na miejscu 1450.).